# Maotherium
Maotherium — це вимерлий рід ссавців симетродонтів, який був виявлений у ранньокрейдових породах у провінції Ляонін, Китай, у 2003 році. Його наукова назва безпосередньо перекладається як «хутряний звір», що стосується відбитків хутра навколо скам'янілості. Маотерій належить до вимерлої групи мезозойських ссавців, які називаються симетродонтами. Хоча про цю групу відомо небагато, симетродонти мають кілька схожих рис, зокрема їхні зуби. У них високі загострені, але прості корінні зуби в трикутній формі. Спочатку симетродонти були відомі з 1920-х років. Тепер переважну більшість було відновлено, наприклад Zhangheotherium і Akidolestes, на початку 21 століття. Одна зі скам'янілостей Маотерія зберегла відбитки хутра, як у ссавців Eomaia і Sinodelphys.
Вид, описаний у 2009 році, Maotherium asiaticus, проливає світло на еволюцію середнього вуха ссавців. У сучасних ссавців меккелевий хрящ з'являється під час розвитку, але зникає до дорослішання. У Maotherium asiaticus цей хрящ не тільки залишився, але й перетворився на кістку. Ця подія в еволюції може бути прикладом гетерохронії, зміни термінів розвитку.